# ESCP Business School
ЕСЦП је европска пословна школа са кампусима у Паризу, Лондону, Берлину, Мадриду и Торину. Основана је 1819, она је најстарија пословна школа у свету.
ЕСЦП је била рангирана на 10. месту међу европским пословним школама у 2012. години од стране Фајненшл тајмс-а. У 2010. години, Фајненшел тајмс је рангирао њен програм мастер студија за менаџмент као први у свету, док је у 2013. години тај програм рангиран као други. На светској ранг листи заузима 21. место за програм мастер пословне администрације за руководиоце. Програм мастер европског пословања (МЕП) је сличан програму мастера пословне администрације за редовне студенте, али има компаративни приступ. ЕСЦП такође има програм докторских студија, као и неколико мастер програма у специфичним областима менаџмента, као што су маркетинг, финансије и предузетништво.
Програми школе су троструко акредитовани од стране међународних удружења АМБА (Association of MBAs), ЕQUIS (European Quality Improvement Systems) и AACSB (Association to Advance Collegiate Schools of Business). Школа има преко 40000 алумнија у области пословања и политике, као што су Патрик Томас (генерални директор Хермес-а) , Ињације Гарсија Алвес (директор Arthur D. Little), Николаs Петровић (директор Евростар-а) и комесар ЕУ за унутрашње тржиште и услуге Мишел Барније.

## Историја
Школу ЕСЦП је 1. децембра 1819. године основала група економских стручњака и привредника, укључујући економисте Жан Батист Сеја и трговца Витал Руа. ЕСЦП је била прва пословна школа у свету и због тога се ова два човека могу сматрати проналазачима пословне школе. Школа је заснована по узору на чувену Политехничку школу (École Polytechnique), али је била много скромнија у својим почецима, углавном због тога што није била финансијски подржана од стране државе.
ЕСЦП је међународна школа од самог почетка: класа 1824. године, са укупно 118 ученика, је имала око 30% странаца, укључујући Шпанце, Бразилце, Холанђане, Немце, Португалце и Американце. Учење страних језика је био кључни део њеног првог наставног плана и програма, који је укључивао курсеве француског, енглеског, немачког и шпанског. Удружење алумнија је основано 1873. године. ЕСЦП је 1921. године прославила 100 година постојања у великој сали на Сорбони. Ова годишњица је раније била одложена због послератне кризе.
Кампус ЕСЦП у Великој Британији (раније у Оксфорду, сада у Лондону) је отворен 1974. године, док је кампус у Немачкој (раније у Диселдорфу, сада у Берлину) отворен 1975. године. 1988. године је основан кампус у Мадриду у Шпанији, а затим је 2004. године следио и кампус у Торину у Италији. Диселдорфски кампус се преселио у Берлин 1984. године. У 2005. години ЕСЦП је преселила из Оксфорда у Лондон. Зграда лондонског кампуса је раније била Нови колеџ (New College) Универзитета у Лондону и Теолошки факултет Уједињене реформисане цркве.
У 2011. години ЕСЦП је постала један од оснивачких партнера Хесам-а, групе познатих институција за истраживање и високо образовање у области друштвених и хуманистичких наука, са структурним центром на Универзитету Сорбона.

## Мастер менаџмента
Мастер менаџмента је програм за студенте без претходног радног искуства који уписује строго одабране студенте. Овај програм служи за пример за два века стару, некада француску, а сада европску пословну школу. На овом двогодишњем програму за општи менаџмент студира преко 800 студената. Програм окупља студенте из укупно 70 држава. Студенти могу да студирају у Паризу, Лондону, Берлину, Мадриду или Торину, или на некој од око 100 партнерских институција. У оквиру програма општег менаџмента, они имају могућност да бирају преко 20 специјализација и више од 150 факултативних курсева. Они могу да испуне услове за добијање три различите дипломе.

## МЕП - мастер за европско пословање
МЕП су једногодишње последипломске студије за редовне студенте општег менаџмента, засноване на плану и програму мастера пословне администрације и са компаративним приступом. Студије су намењене свршеним студентима који имају дипломе са одличном оценом на дипломском испиту које нису везане за пословање (нпр. право, инжењеринг, природне науке, хуманистичке науке, медицина). Препоручује се последипломско професионално искуство од око две до три године. Студије су међународног карактера које окупљају студенте из 40 различитих држава у пет кампуса, где студенти једне државе не представљају више од 15% од целокупне класе.